# Born to Race
Born to Race es una película de acción de 2011 dirigida por Alex Ranarivelo y protagonizada por Joseph Cross y John Pyper-Ferguson.

## Sinopsis
Born to Race es la historia de Danny Krueger (Jospeh Cross), un joven corredor callejero rebelde en una pista de colisión con problemas.En su lucha por encontrar sus caminos en su nueva ciudad natal, no puede sortear a su padre y, a través del diálogo, los dos se dan cuenta lentamente de que tienen más en común de lo que sospechaban. Cuando Danny decide ingresar a la NHRA High School Drags, se ve obligado a buscar la ayuda de su padre para acabar con su rival Jack Kendall.

## Reparto
- Joseph Cross como Danny Krueger
- John Pyper-Ferguson como Frank Krueger
- Brando Eaton como Jake Kendall
- Nicole Badaan como Jessica Dalton
- Sherry Stringfield como Lisa Abrams
- Spencer Breslin como Max
- Christina Moore como la Sra. Parker
- Erik King como el Sr. Briggs
- Johanna Braddy como Rachel
- Matt McCoy como Joe
- Grant Show como Jimmy Kendall
- Rehan Khan como Bona
- Chelsea Heath como Andrea Faust
- Michael Esparza como Sánchez
- Ali Afshar como él mismo
- Whitmer Thomas como Harry
- Badal Bhowmik como corredor

## Secuela
Una secuela llamada Born to Race: Fast Track fue lanzada en 2014 con Brett Davern y Beau Mirchoff reemplazando a Cross y Eaton como Danny Krueger y Jake Kendall, Bill Sage reemplaza a Ferguson como Frank Krueger, mientras que Badaan repite su papel de Jessica.